# 愛してる (中島美嘉の曲)
「愛してる」（あいしてる）は、中島美嘉の6枚目のシングル。2003年1月29日に発売された。

## 概要
- 2003年の第1弾シングル。前作から約6ヶ月ぶり。
- 初回限定盤はスリーブケース。
- この作品から「LEGEND」まで、レーベルゲートCDにてリリースされたが、レーベルゲートCDの廃盤に伴い、CD-DAにて再発された。
- 「THE ROSE」はベット・ミドラーのカバー。

## 収録曲

### CD
1. 愛してる
  - 作詞・作曲：H（濱洋一）／編曲：shinya
2. marionette
  - 作詞：中島美嘉／作曲・編曲：清水信之
3. THE ROSE
  - 作詞・作曲：Amanda McBroom／編曲：島健
4. 愛してる [Jazztronik Mix]
  - 編曲：Jazztronik
5. 愛してる [Instrumental]

### アナログ
A面
1. 愛してる
2. marionette

B面
1. 愛してる [Jazztronik Mix]

## 収録アルバム
- LØVE (#1,2、#1はアルバムバージョン)
- BEST (#1)
- ずっと好きだった〜ALL MY COVERS〜 (#3)
- TEARS (#1)